# Nya vädrets offer
Nya vädrets offer är en TV-serie i sex delar som visades i SVT under vårvintern 2009. I programmet åker programledaren Samuel Idivuoma till olika ursprungsbefolkningar i Arktis för att se hur deras liv påverkas av klimatförändringarna.